# ヘリオス酒造
ヘリオス酒造株式会社（ヘリオスしゅぞう）は、1961年、ラム酒の製造から始まった、沖縄県名護市に本社を置く日本の酒造メーカー。
6種類の酒類製造免許（泡盛、リキュール、ウィスキー、スピリッツ、発泡酒、地ビール）を取得している総合酒類メーカーである。また日本国内では数少ない、独自のラム酒の製造を行う一社でもある。

## 沿革
- 1961年 - 松田正が那覇市にて合資会社太陽醸造を設立。
- 1969年 - 社名をヘリオス酒造株式会社に変更。
- 1972年 - 本社・工場を現在地の沖縄県名護市字許田405番地に移転。
- 1982年 - 沖縄県那覇市久茂地に那覇営業所を開設。
- 1985年 - 東京支店を開設。
- 1995年 - 本社事務所を新築。本社第二工場を新築。
- 1996年 - 地ビール製造免許を取得。沖縄県島尻郡具志頭村（現：八重瀬町）にビール工場が完成。同工場に併設したブルワリー・レストラン「ヘリオスブルワリー」がオープン。
- 2016年 - 2001年以降、古酒蔵に貯蔵されたままになっていたウイスキー原酒「歴15年」を200本限定で発売し、撤退していたウイスキー製造に再参入[1]。
- 2020年‐岩手県和賀郡西和賀町の旧銀河高原ビール沢内醸造所を取得。
- 2025年‐岩手県盛岡市渋民に、「BREWING LAB.」を新築。

## 事業所
- 本社・ブルワリー：沖縄県名護市許田405
- 那覇支店： 沖縄県那覇市西1-20-4
- 東京支社： 東京都港区西新橋3-23-11 御成門小田急ビル10F
- 大阪支店： 大阪府大阪市北区梅田2-5-6桜橋八千代ビル5-D
- 沢内醸造所： 岩手県和賀郡西和賀町沢内貝沢３地割６４７−１

## 関連会社
- トータルネット株式会社 - 沖縄県内におけるヘリオス酒造の製品輸送を担当。一般貨物自動車運送事業。
- ヘリオスフードサ－ビス株式会社 - 1996年(平成8年)設立。沖縄県内でブルワリー・レストラン「ヘリオスブルワリー」「ヘリオスパブ」を営む。
- 株式会社グレイス・ラム - 沖縄電力の社内ベンチャー制度を利用して南大東島に設立されたラム酒の酒造会社。51%の株を保有している[2]。